# Centiméteres hullámú műsorszórás
A centiméteres hullámú műsorszórás a centiméteres hullámú rádiófrekvenciás sávba tartozó rádióhullámok tömegtájékoztatásra történő felhasználása. Olyan rádiótávközlési szolgálat, amelynek adásai a nagyközönség általi közvetlen vételre szolgálnak; ez a szolgálat magában foglalhatja hangok sugárzását, egyéb természetű adásokat. Az ITU erre a célra egy meghatározott sávrészt osztott ki. A centiméteres hullámú műsorszórás céljára kiosztott frekvenciatartomány az eltérő ITU régiókban kis mértékben eltér.
A centiméteres hullámokon a műsorszóró sávblokkokat leginkább televíziós műsorszórásra használják. Régebben kizárólag analóg televíziós sugárzásra voltak műsorszóró sávblokkok kijelölve, napjainkban a digitális technika megjelenésével az analóg rendszerű műsorszórást leállították. 
A centiméteres hullámokat leginkább műholdas műsorszórásra használják. 

## A centiméteres hullámú sáv nemzetközisávterveműsorszórás céljára[2]
| ITU 1 | ITU 2 | ITU 3 |
| --- | --- | --- |
| 11.7 - 12.5 GHz - ÁLLANDÓHELYŰ - MOZGÓ, a légi mozgó kivételével - MŰSORSZÓRÁS - MŰHOLDAS MŰSORSZÓRÁS 5.492        | 11.7–12.1 GHz - ÁLLANDÓHELYŰ 5.486 - MŰHOLDAS ÁLLANDÓHELYŰ (űr–Föld irány) 5.484A 5.484B 5.488 - Mozgó, a légi mozgó kivételével               | 11.7–12.2 GHz - ÁLLANDÓHELYŰ - MOZGÓ, a légi mozgó kivételével - MŰSORSZÓRÁS - MŰHOLDAS MŰSORSZÓRÁS 5.492 5.487 5.487A                               |
| 11.7 - 12.5 GHz - ÁLLANDÓHELYŰ - MOZGÓ, a légi mozgó kivételével - MŰSORSZÓRÁS - MŰHOLDAS MŰSORSZÓRÁS 5.492        | 12.1 - 12.2 GHz - MŰHOLDAS ÁLLANDÓHELYŰ (űr–Föld irány) 5.484A 5.484B 5.488 5.485 5.489                                                        | 11.7–12.2 GHz - ÁLLANDÓHELYŰ - MOZGÓ, a légi mozgó kivételével - MŰSORSZÓRÁS - MŰHOLDAS MŰSORSZÓRÁS 5.492 5.487 5.487A                               |
| 11.7 - 12.5 GHz - ÁLLANDÓHELYŰ - MOZGÓ, a légi mozgó kivételével - MŰSORSZÓRÁS - MŰHOLDAS MŰSORSZÓRÁS 5.492        | 12.2 - 12.7 GHz - ÁLLANDÓHELYŰ - MOZGÓ, a légi mozgó kivételével - MŰSORSZÓRÁS - MŰHOLDAS MŰSORSZÓRÁS 5.492                                    | 12.2 - 12.5 GHz - ÁLLANDÓHELYŰ - MŰHOLDAS ÁLLANDÓHELYŰ (űr–Föld irány) 5.484B - MOZGÓ, a légi mozgó kivételével - MŰSORSZÓRÁS 5.484A 5.487           |
| | 12.2 - 12.7 GHz - ÁLLANDÓHELYŰ - MOZGÓ, a légi mozgó kivételével - MŰSORSZÓRÁS - MŰHOLDAS MŰSORSZÓRÁS 5.492                                    | 12.5 - 12.75 GHz - ÁLLANDÓHELYŰ - MŰHOLDAS ÁLLANDÓHELYŰ (űr–Föld irány) 5.484A 5.484B - MOZGÓ, a légi mozgó kivételével - MŰHOLDAS MŰSORSZÓRÁS 5.493 |
| ... | ... | ... |
| 17.3–17.7 GHz - MŰHOLDAS ÁLLANDÓHELYŰ (Föld–űr irány) 5.516 - (űr–Föld irány) 5.516A 5.516B - Rádiólokáció 5.514   | 17.3–17.7 GHz - MŰHOLDAS ÁLLANDÓHELYŰ (Föld–űr irány) 5.516 - MŰHOLDAS MŰSORSZÓRÁS - Rádiólokáció 5.514 5.515                                  | 17.3–17.7 GHz - MŰHOLDAS ÁLLANDÓHELYŰ (Föld–űr irány) 5.516 - Rádiólokáció 5.514                                                                     |
| 17.7–18.1 GHz - ÁLLANDÓHELYŰ - MŰHOLDAS ÁLLANDÓHELYŰ (űr–Föld irány) 5.484A 5.517A - (Föld–űr irány) 5.516 - MOZGÓ | 17.7–17.8 GHz - ÁLLANDÓHELYŰ - MŰHOLDAS ÁLLANDÓHELYŰ (űr–Föld irány) 5.517 5.517A - (Föld–űr irány) 5.516 - MŰHOLDAS MŰSORSZÓRÁS - Mozgó 5.515 | 17.7–18.1 GHz - ÁLLANDÓHELYŰ - MŰHOLDAS ÁLLANDÓHELYŰ (űr–Föld irány) 5.484A 5.517A - (Föld–űr irány) 5.516 - MOZGÓ                                   |
| ... | ... | ... |
| 21.4–22 GHz - ÁLLANDÓHELYŰ - MOZGÓ - MŰHOLDAS MŰSORSZÓRÁS 5.208B 5.530A 5.530B                                     | 21.4–22 GHz - ÁLLANDÓHELYŰ 5.530E - MOZGÓ 5.530A                                                                                               | 21.4–22 GHz - ÁLLANDÓHELYŰ - MOZGÓ - MŰHOLDAS MŰSORSZÓRÁS 5.208B 5.530A 5.530B 5.531                                                                 |

- 5.484A A 10,95−11,2 GHz (űr-Föld irány), 11,45−11,7 GHz (űr-Föld irány) sávnak, a 2. Körzetben a 11,7−12,2 GHz (űr-Föld irány) sávnak, a 3. Körzetben a 12,2−12,75 GHz (űr-Föld irány) sávnak, az 1. Körzetben a 12,5−12,75 GHz (űr-Föld irány) sávnak, továbbá a 13,75−14,5 GHz (Föld-űr irány), 17,8−18,6 GHz (űr-Föld irány), 19,7−20,2 GHz (űr-Föld irány), 27,5−28,6 GHz (Föld-űr irány), 29,5−30 GHz (Föld-űr irány) sávnak a műholdas állandóhelyű szolgálat valamely nemgeostacionárius műholdas rendszere általi használata a 9.12 Bekezdés rendelkezéseinek a műholdas állandóhelyű szolgálat más nemgeostacionárius műholdas rendszereivel való egyeztetésére történő alkalmazásától függően lehetséges. A műholdas állandóhelyű szolgálat nemgeostacionárius műholdas rendszerei nem tarthatnak igényt védelemre a műholdas állandóhelyű szolgálatnak a Rádiószabályzat szerint üzemelő geostacionárius műholdas hálózataival szemben, tekintet nélkül arra, hogy az Iroda mikor kapta meg a hiánytalan egyeztetési vagy bejelentési adatokat a műholdas állandóhelyű szolgálat nemgeostacionárius műholdas rendszereire, illetve a geostacionárius műholdas hálózatokra, és az 5.43A Bekezdés rendelkezései nem alkalmazhatóak. A fenti sávokban a műholdas állandóhelyű szolgálat nemgeostacionárius műholdas rendszereit úgy kell üzemeltetni, hogy az üzemelésük során esetlegesen fellépő bármilyen elfogadhatatlan zavarást gyorsan meg lehessen szüntetni. (WRC‑2000)
- 5.484B A 155. (WRC‑15) Határozatot* alkalmazni kell. (WRC‑15) * Az ITU Főtitkárságának megjegyzése: ezt a Határozatot a WRC‑19 módosította.
- 5.485 A 2. Körzetben a 11,7−12,2 GHz sávban a műholdas állandóhelyű szolgálat űrállomásain elhelyezett transzponderek a műholdas műsorszóró szolgálat adásai részére is alkalmazhatóak, azzal a feltétellel, hogy ezen adások EIRP-je nem haladja meg az 53 dBW értéket televíziócsatornánként, és nem okoznak nagyobb zavarást, illetve nem tartanak igényt zavarás ellen nagyobb védelemre, mint a műholdas állandóhelyű szolgálat egyeztetett frekvenciakijelölései. Ami az űrtávközlési szolgálatokat illeti, ez a sáv elsősorban a műholdas állandóhelyű szolgálat számára használandó fel.
- 5.487 Az 1. és a 3. Körzetben a 11,7−12,5 GHz sávban az állandóhelyű szolgálat, a műholdas állandóhelyű szolgálat, a légi mozgószolgálat kivételével a mozgószolgálat, valamint a műsorszóró szolgálat – a vonatkozó felosztások szerint – nem okozhat káros zavarást a 30. Függelékben foglalt, 1. és 3. Körzetre vonatkozó Tervnek megfelelően üzemelő műholdas műsorszóró szolgálati állomásoknak, és azokkal szemben nem is tarthat igényt védelemre. (WRC‑03)
- 5.487A Járulékos felosztás: az 1. Körzetben a 11,7−12,5 GHz sávot, a 2. Körzetben a 12,2−12,7 GHz sávot és a 3. Körzetben a 11,7−12,2 GHz sávot elsődleges jelleggel a műholdas állandóhelyű szolgálat (űr-Föld irány) számára is felosztották, a nemgeostacionárius műholdas rendszerekre korlátozva. Ez a használat a 9.12 Bekezdés rendelkezéseinek a műholdas állandóhelyű szolgálat más nemgeostacionárius műholdas rendszereivel való egyeztetésére történő alkalmazásától függően lehetséges. A műholdas állandóhelyű szolgálat nemgeostacionárius műholdas rendszerei nem tarthatnak igényt védelemre a műholdas műsorszóró szolgálatnak a Rádiószabályzat szerint üzemelő geostacionárius műholdas hálózataival szemben, tekintet nélkül arra, hogy az Iroda mikor kapta meg a hiánytalan egyeztetési vagy bejelentési adatokat a műholdas állandóhelyű szolgálat nemgeostacionárius műholdas rendszereire, illetve a geostacionárius műholdas hálózatokra. Az 5.43A Bekezdés nem alkalmazható. A fenti sávokban a műholdas állandóhelyű szolgálat nemgeostacionárius műholdas rendszereit úgy kell üzemeltetni, hogy az üzemelésük során esetlegesen fellépő bármilyen elfogadhatatlan zavarást gyorsan meg lehessen szüntetni. (WRC‑03)
- 5.488 A 2. Körzetben a 11,7−12,2 GHz sávnak a műholdas állandóhelyű szolgálat geostacionárius műholdas hálózatai általi használata a 9.14 Bekezdés rendelkezéseinek az 1., 2. és 3. Körzetbeli földfelszíni szolgálatok állomásaival való egyeztetésére történő alkalmazásától függően lehetséges. A 2. Körzetben a 12,2−12,7 GHz sávnak a műholdas műsorszóró szolgálat általi használatára vonatkozólag lásd a 30. Függeléket. (WRC‑03)
- 5.489 Járulékos felosztás: Peruban a 12,1−12,2 GHz sávot elsődleges jelleggel az állandóhelyű szolgálat számára is felosztották.
- 5.490 A 2. Körzetben a 12,2−12,7 GHz sávban már meglévő és jövőbeni földfelszíni rádiótávközlési szolgálatok nem okozhatnak káros zavarást azoknak az űrtávközlési szolgálatoknak, amelyek a 30. Függelékben foglalt, 2. Körzetre vonatkozó műholdas műsorszóró Terv szerint üzemelnek.
- 5.492 A műholdas műsorszóró szolgálat állomásainak a 30. Függelékben foglalt, megfelelő Körzetre vonatkozó Tervvel összhangban lévő vagy a Függelék 1. és 3. Körzetre vonatkozó Jegyzékében szereplő kijelölései a műholdas állandóhelyű szolgálat (űr-Föld irány) adásai számára is használhatók, azzal a feltétellel, hogy ezek az adások nem okoznak nagyobb zavarást, illetve nem tartanak igényt zavarás ellen nagyobb védelemre, mint a műholdas műsorszóró szolgálatnak a Tervvel, illetve a Jegyzékkel összhangban üzemelő adásai. (WRC‑2000)
- 5.493 A 3. Körzetben a 12,5−12,75 GHz sávban a műholdas műsorszóró szolgálat az ellátási terület peremén bármilyen körülmények között és bármilyen modulációs mód esetében −111 dB(W/(m2·27 MHz)) értéket meg nem haladó felületi teljesítménysűrűségre korlátozódik. (WRC‑97)
- 5.514 Járulékos felosztás: Algériában, Szaúd-Arábiában, Bahreinben, Bangladesben, Kamerunban, Salvadorban, az Egyesült Arab Emírségekben, Guatemalában, Indiában, az Iráni Iszlám Köztársaságban, Irakban, Izraelben, Olaszországban, Japánban, Jordániában, Kuvaitban, Líbiában, Litvániában, Nepálban, Nicaraguában, Nigériában, Ománban, Üzbegisztánban, Pakisztánban, Katarban, Kirgizisztánban, Szudánban és Dél-Szudánban a 17,3−17,7 GHz frekvenciasávot másodlagos jelleggel az állandóhelyű és a mozgószolgálat számára is felosztották. A 21.3 és a 21.5 Bekezdésben megadott teljesítmény-határértékeket alkalmazni kell. (WRC‑15)
- 5.515 A 17,3−17,8 GHz sávban a műholdas állandóhelyű szolgálat (Föld-űr irány) és a műholdas műsorszóró szolgálat közötti megosztásnál a 30A. Függelék 4. Melléklete 1. Szakaszának rendelkezéseit is figyelembe kell venni.
- 5.516 A 17,3−18,1 GHz sávnak a műholdas állandóhelyű szolgálat (Föld-űr irány) geostacionárius műholdas rendszerei általi használata a műholdas műsorszóró szolgálat modulációs összeköttetéseire korlátozódik. A 2. Körzetben a 17,3−17,8 GHz sávnak a műholdas állandóhelyű szolgálat (Föld-űr irány) rendszerei általi használata a geostacionárius műholdakra korlátozódik. A 2. Körzetben a 17,3−17,8 GHz sávnak a 12,2−12,7 GHz sávban üzemelő műholdas műsorszóró szolgálat modulációs összeköttetései általi használatára vonatkozólag lásd a 11. Cikket. Az 1. és a 3. Körzetben a 17,3−18,1 GHz (Föld-űr irány) és a 2. Körzetben a 17,8−18,1 GHz (Föld-űr irány) sávnak a műholdas állandóhelyű szolgálat nemgeostacionárius műholdas rendszerei általi használata a 9.12 Bekezdés rendelkezéseinek a műholdas állandóhelyű szolgálat más nemgeostacionárius műholdas rendszereivel való egyeztetésére történő alkalmazásától függően lehetséges. A műholdas állandóhelyű szolgálat nemgeostacionárius műholdas rendszerei nem tarthatnak igényt védelemre a műholdas állandóhelyű szolgálatnak a Rádiószabályzat szerint üzemelő geostacionárius műholdas hálózataival szemben, tekintet nélkül arra, hogy az Iroda mikor kapta meg a hiánytalan egyeztetési vagy bejelentési adatokat a műholdas állandóhelyű szolgálat nemgeostacionárius műholdas rendszereire, illetve a geostacionárius műholdas hálózatokra, és az 5.43A Bekezdés rendelkezései nem alkalmazhatóak. A fenti sávokban a műholdas állandóhelyű szolgálat nemgeostacionárius műholdas rendszereit úgy kell üzemeltetni, hogy a üzemelésük során esetlegesen fellépő bármilyen elfogadhatatlan zavarást gyorsan meg lehessen szüntetni. (WRC‑2000)
- 5.517 A 2. Körzetben a 17,7−17,8 GHz sávban a műholdas állandóhelyű szolgálat (űr-Föld irány) használata nem okozhat káros zavarást a Rádiószabályzatnak megfelelően üzemelő műholdas műsorszóró szolgálati kijelöléseknek, és azokkal szemben védelemre sem tarthat igényt. (WRC‑07)
- 5.517A A 17,7-19,7 GHz (űr-Föld irány) és a 27,5-29,5 GHz (Föld-űr irány) frekvenciasávban a műholdas állandóhelyű szolgálat geostacionárius űrállomásaival forgalmazó mozgásban lévő földi állomások üzemeltetése a 169. (WRC‑19) Határozat alkalmazásától függően lehetséges. (WRC‑19)
- 5.208B 21,4−22 GHz frekvenciasávban a 739. (Rev.WRC‑19) Határozatot alkalmazni kell. (WRC‑19) * Ez a rendelkezés előzőleg az 5.347A számot viselte. A sorrendiség megőrzése érdekében át lett számozva.
- 5.530A Hacsak az érintett igazgatások másként nem állapodnak meg, egy igazgatás egyetlen állandóhelyű vagy mozgószolgálati állomása sem kelthet az 1. és a 3. Körzetben található bármely más igazgatás területének bármely pontján 3 m talajszint feletti magasságban az idő több mint 20%-ában -120,4 dB(W/(m2·MHz)) értéket meghaladó felületi teljesítménysűrűséget. A számítások során az igazgatásoknak az ITU‑R P.452 Ajánlás legújabb változatát kell alkalmazniuk (lásd az ITU‑R BO.1898 Ajánlás legújabb változatát is). (WRC‑15)
- 5.530B A 21,4−22 GHz sávban – a műholdas műsorszóró szolgálat fejlesztésének elősegítése érdekében – kívánatos, hogy az 1. és a 3. Körzet igazgatásai ne telepítsenek mozgószolgálati állomásokat és az állandóhelyű szolgálati állomások telepítését a pont-pont összeköttetésekre korlátozzák. (WRC‑12)
- 5.530E A 21,4-22 GHz frekvenciasávban az állandóhelyű szolgálat számára szóló felosztás a 2. Körzetben a nagy magasságú hordozóra telepített állomások (HAPS) általi használatra van előirányozva. Ez az előirányzás nem zárja ki, hogy ezen frekvenciasávot más állandóhelyű szolgálati alkalmazások vagy más olyan szolgálatok használják, amelyek számára ezt a sávot szintén elsődleges jelleggel felosztották, továbbá a Rádiószabályzatban sem állapít meg elsőbbséget. Az állandóhelyű szolgálati felosztás HAPS-ok általi ilyen használata a HAPS-föld irányra korlátozódik, és a 165. (WRC‑19) Határozat rendelkezései szerint történhet. (WRC‑19)
- 5.531 Járulékos felosztás: Japánban a 21,4−22 GHz sávot elsődleges jelleggel a műsorszóró szolgálat számára is felosztották.

## A deciméteres hullámú sávban történő műsorszórás magyarországisávterve[3]
| 11.7–12.5 GHz                         | 11.7–12.5 GHz | 11.7–12.5 GHz | 11.7–12.5 GHz                                        | 11.7–12.5 GHz            | 11.7–12.5 GHz                                                    | 11.7–12.5 GHz                                                              | 11.7–12.5 GHz |
| ------------------------------------- | ------------- | ------------- | ---------------------------------------------------- | ------------------------ | ---------------------------------------------------------------- | -------------------------------------------------------------------------- | --- |
| ÁLLANDÓHELYŰ                          | 5.487         | P             | 1                                                    | K                        | Budapesti, műsorterjesztést szolgáló pont-többpont rendszer      | ERC/DEC/(00)08                                                             | A sávban kizárólag elektronikus hírközlési szolgáltatás nyújtható. Kizárólag a 2011. január 1-jén rádióengedéllyel rendelkező rendszer tartható üzemben A rendszer besugárzásikörzet-határa rádióengedéllyel, az abban meghatározott feltételekkel növelhető. A vevőállomások a sávban működő más rádiószolgálatok állomásaival szemben nem tarthatnak igényt védelemre. A végfelhasználói állomás egyedi engedélyezési kötelezettség alól mentesítve. |
| MŰHOLDAS ÁLLANDÓHELYŰ (űr–Föld irány) | 5.487 5.487A  | P             | 1                                                    | K                        | Műholdas állandóhelyű szolgálat alkalmazásai                     |                                                                            | A sávban elektronikus hírközlési szolgáltatás nyújtható. |
| MŰHOLDAS ÁLLANDÓHELYŰ (űr–Föld irány) | 5.487 5.487A  | P             | 1                                                    | K                        | Koordinált földi állomások                                       |                                                                            | |
| MŰHOLDAS ÁLLANDÓHELYŰ (űr–Föld irány) | 5.487 5.487A  | P             | 1                                                    | K                        | Koordinált VSAT                                                  |                                                                            | |
| MŰHOLDAS ÁLLANDÓHELYŰ (űr–Föld irány) | 5.487 5.487A  | P             | 1                                                    | K                        | Nem koordinált földi állomások                                   | 3. melléklet 6.1. pont Egyedi engedélyezési kötelezettség alól mentesítve. | |
| MŰHOLDAS ÁLLANDÓHELYŰ (űr–Föld irány) | 5.487 5.487A  | P             | 1                                                    | K                        | Nem koordinált VSAT                                              | 3. melléklet 6.1. pont Egyedi engedélyezési kötelezettség alól mentesítve. | MSZ EN 301 360, MSZ EN 301 459 |
| MŰHOLDAS ÁLLANDÓHELYŰ (űr–Föld irány) | 5.487 5.487A  | P             | 1                                                    | K                        | HEST                                                             | 3. melléklet 6.1. pont Egyedi engedélyezési kötelezettség alól mentesítve. | ECC/DEC/(06)03 MSZ EN 301 360, MSZ EN 301 459 |
| MŰHOLDAS ÁLLANDÓHELYŰ (űr–Föld irány) | 5.487 5.487A  | P             | 1                                                    | K                        | ROES                                                             | 3. melléklet 6.1. pont Egyedi engedélyezési kötelezettség alól mentesítve. | ERC/DEC/(99)26 MSZ EN 303 372-1, MSZ EN 303 372-2 |
| MŰHOLDAS ÁLLANDÓHELYŰ (űr–Föld irány) | 5.487 5.487A  | P             | 1                                                    | K                        | GSO rendszerekkel működő, földön mozgó járművön elhelyezett ESIM | 3. melléklet 6.1. pont Egyedi engedélyezési kötelezettség alól mentesítve. | ECC/DEC/(18)04 MSZ EN 302 448, MSZ EN 302 977 |
| MŰHOLDAS ÁLLANDÓHELYŰ (űr–Föld irány) | 5.487 5.487A  | P             | 1                                                    | K                        | NGSO rendszerekkel működő állandóhelyű földi állomások           | 3. melléklet 6.1. pont Egyedi engedélyezési kötelezettség alól mentesítve. | ECC/DEC/(17)04 MSZ EN 303 980, MSZ EN 303 981 |
| MŰHOLDAS ÁLLANDÓHELYŰ (űr–Föld irány) | 5.487 5.487A  | P             | 1                                                    | K                        | NGSO rendszerekkel működő ESIM                                   | 3. melléklet 6.1. pont Egyedi engedélyezési kötelezettség alól mentesítve. | ECC/DEC/(18)05 MSZ EN 303 980, MSZ EN 303 981 |
| MŰHOLDAS MŰSORSZÓRÁS                  | 5.492         | P             | 1                                                    | K                        | Műholdas műsorszórás                                             |                                                                            | A sávban kizárólag elektronikus hírközlési szolgáltatás nyújtható. A vevő földi állomás a 12,3−12,5 GHz sávban nem tarthat igényt védelemre az állandóhelyű szolgálat állomásaival szemben. |
| MŰHOLDAS MŰSORSZÓRÁS                  | 5.492         | P             | 1                                                    | K                        | HEST                                                             | ECC/DEC/(06)03 MSZ EN 301 360, MSZ EN 301 459                              | Egyedi engedélyezési kötelezettség alól mentesítve. |
| MŰHOLDAS MŰSORSZÓRÁS                  | 5.492         | P             | 1                                                    | K                        | ROES                                                             | ERC/DEC/(99)26 MSZ EN 303 372-1, MSZ EN 303 372-2                          | Egyedi engedélyezési kötelezettség alól mentesítve. |
|                                       |               | PN            |                                                      |                          | SRD                                                              |                                                                            | 3. melléklet 9.1. pont |
| 3                                     | K             | PN            | Rádiómeghatározó alkalmazások a 11,7–12,4 GHz sávban | 3. melléklet 9.7.2. pont |                                                                  |                                                                            | |

| 17.3–17.7 GHz                         | 17.3–17.7 GHz | 17.3–17.7 GHz | 17.3–17.7 GHz | 17.3–17.7 GHz | 17.3–17.7 GHz                                                              | 17.3–17.7 GHz                                                                | 17.3–17.7 GHz                                                              |
| ------------------------------------- | ------------- | --- | ------------- | ------------- | -------------------------------------------------------------------------- | ---------------------------------------------------------------------------- | -------------------------------------------------------------------------- |
| MŰHOLDAS ÁLLANDÓHELYŰ (űr–Föld irány) | 5.516A 5.516B | P | 1             | K             | Műholdas állandóhelyű szolgálat alkalmazásai                               |                                                                              | A sávban elektronikus hírközlési szolgáltatás is nyújtható.                |
| MŰHOLDAS ÁLLANDÓHELYŰ (űr–Föld irány) | 5.516A 5.516B | P | 1             | K             | Koordinált földi állomások                                                 |                                                                              |                                                                            |
| MŰHOLDAS ÁLLANDÓHELYŰ (űr–Föld irány) | 5.516A 5.516B | P | 1             | K             | Nem koordinált földi állomások                                             | ECC/DEC/(05)08                                                               | 3. melléklet 6.1. pont Egyedi engedélyezési kötelezettség alól mentesítve. |
| MŰHOLDAS ÁLLANDÓHELYŰ (űr–Föld irány) | 5.516A 5.516B | P | 1             | K             | HDFSS nem koordinált földi állomások                                       | ECC/DEC/(05)08                                                               | 3. melléklet 6.1. pont Egyedi engedélyezési kötelezettség alól mentesítve. |
| MŰHOLDAS ÁLLANDÓHELYŰ (űr–Föld irány) | 5.516A 5.516B | P | 1             | K             | ESOMP                                                                      | ECC/DEC/(13)01, ECC/DEC/(15)04 MSZ EN 303 978, MSZ EN 303 979                | 3. melléklet 6.1. pont Egyedi engedélyezési kötelezettség alól mentesítve. |
| MŰHOLDAS ÁLLANDÓHELYŰ (Föld–űr irány) | 5.516         | P | 1             | K             | Műholdas műsorszórás GSO műholdas rendszereinek modulációs összeköttetései |                                                                              |                                                                            |
| Rádiólokáció                          | NJE           | N | 2             | K             | Rádiólokációs rendszerek                                                   |                                                                              |                                                                            |
| Rádiólokáció                          | NJE           | N | 2             | K             | Katonai rádiólokációs rendszerek                                           |                                                                              |                                                                            |
| 17.7–18.1 GHz                         |               | |               |               |                                                                            |                                                                              |                                                                            |
| ÁLLANDÓHELYŰ                          |               | P | 1             | K             | 18 GHz-es sávú állandó telephelyű, digitális pont-pont rendszerek          | ITU-R F.1191-3 ERC/DEC/(00)07 ERC/REC 12-03 MSZ EN 302 217-2                 | 3. melléklet 2.5. pont 4. melléklet                                        |
| ÁLLANDÓHELYŰ                          | N             | 3. melléklet 2.5. pont 4. melléklet Rádióspektrum-használati jog a polgári és a nem polgári rádióspektrum-gazdálkodási szempontok összehangolása után szerezhető. | 1             | K             | 18 GHz-es sávú állandó telephelyű, digitális pont-pont rendszerek          | ITU-R F.1191-3 ERC/DEC/(00)07 ERC/REC 12-03 MSZ EN 302 217-2                 |                                                                            |
| MŰHOLDAS ÁLLANDÓHELYŰ (űr–Föld irány) | 5.484A 5.517A | P | 1             | K             | Műholdas állandóhelyű szolgálat alkalmazásai                               |                                                                              | A sávban elektronikus hírközlési szolgáltatás is nyújtható.                |
| MŰHOLDAS ÁLLANDÓHELYŰ (űr–Föld irány) | 5.484A 5.517A | P | 1             | K             | Koordinált földi állomások                                                 | ERC/DEC/(00)07                                                               |                                                                            |
| MŰHOLDAS ÁLLANDÓHELYŰ (űr–Föld irány) | 5.484A 5.517A | P | 1             | K             | Nem koordinált földi állomások                                             | ERC/DEC/(00)07 MSZ EN 301 360, MSZ EN 301 459                                | 3. melléklet 6.1. pont Egyedi engedélyezési kötelezettség alól mentesítve. |
| MŰHOLDAS ÁLLANDÓHELYŰ (űr–Föld irány) | 5.484A 5.517A | P | 1             | K             | ROES                                                                       | ERC/DEC/(99)26, ERC/DEC/(00)07                                               | 3. melléklet 6.1. pont Egyedi engedélyezési kötelezettség alól mentesítve. |
| MŰHOLDAS ÁLLANDÓHELYŰ (űr–Föld irány) | 5.484A 5.517A | P | 1             | K             | ESOMP                                                                      | ERC/DEC/(00)07, ECC/DEC/(13)01 ECC/DEC/(15)04 MSZ EN 303 978, MSZ EN 303 979 | 3. melléklet 6.1. pont Egyedi engedélyezési kötelezettség alól mentesítve. |
| MŰHOLDAS ÁLLANDÓHELYŰ (Föld–űr irány) | 5.516         | P | 1             | K             | Műholdas műsorszórás GSO műholdas rendszereinek modulációs összeköttetései |                                                                              |                                                                            |

| 18.1–18.4 GHz                         | 18.1–18.4 GHz | 18.1–18.4 GHz | 18.1–18.4 GHz | 18.1–18.4 GHz | 18.1–18.4 GHz                                                              | 18.1–18.4 GHz                                                                | 18.1–18.4 GHz                                                              |
| ------------------------------------- | ------------- | --- | ------------- | ------------- | -------------------------------------------------------------------------- | ---------------------------------------------------------------------------- | -------------------------------------------------------------------------- |
| ÁLLANDÓHELYŰ                          |               | P | 1             | K             | 18 GHz-es sávú állandó telephelyű, digitális pont-pont rendszerek          | ITU-R F.1191-3 ERC/DEC/(00)07 ERC/REC 12-03 MSZ EN 302 217-2                 | 3. melléklet 2.5. pont 4. melléklet                                        |
| ÁLLANDÓHELYŰ                          | N             | 3. melléklet 2.5. pont 4. melléklet Rádióspektrum-használati jog a polgári és a nem polgári rádióspektrum-gazdálkodási szempontok összehangolása után szerezhető. | 1             | K             | 18 GHz-es sávú állandó telephelyű, digitális pont-pont rendszerek          | ITU-R F.1191-3 ERC/DEC/(00)07 ERC/REC 12-03 MSZ EN 302 217-2                 |                                                                            |
| MŰHOLDAS ÁLLANDÓHELYŰ (űr–Föld irány) | 5.484A 5.517A | P | 1             | K             | Műholdas állandóhelyű szolgálat alkalmazásai                               |                                                                              | A sávban elektronikus hírközlési szolgáltatás is nyújtható.                |
| MŰHOLDAS ÁLLANDÓHELYŰ (űr–Föld irány) | 5.484A 5.517A | P | 1             | K             | Koordinált földi állomások                                                 | ERC/DEC/(00)07                                                               |                                                                            |
| MŰHOLDAS ÁLLANDÓHELYŰ (űr–Föld irány) | 5.484A 5.517A | P | 1             | K             | Nem koordinált földi állomások                                             | ERC/DEC/(00)07 MSZ EN 301 360, MSZ EN 301 459                                | 3. melléklet 6.1. pont Egyedi engedélyezési kötelezettség alól mentesítve. |
| MŰHOLDAS ÁLLANDÓHELYŰ (űr–Föld irány) | 5.484A 5.517A | P | 1             | K             | ROES                                                                       | ERC/DEC/(99)26, ERC/DEC/(00)07                                               | 3. melléklet 6.1. pont Egyedi engedélyezési kötelezettség alól mentesítve. |
| MŰHOLDAS ÁLLANDÓHELYŰ (űr–Föld irány) | 5.484A 5.517A | P | 1             | K             | ESOMP                                                                      | ERC/DEC/(00)07, ECC/DEC/(13)01 ECC/DEC/(15)04 MSZ EN 303 978, MSZ EN 303 979 | 3. melléklet 6.1. pont Egyedi engedélyezési kötelezettség alól mentesítve. |
| MŰHOLDAS ÁLLANDÓHELYŰ (Föld–űr irány) | 5.520         | P | 1             | K             | Műholdas műsorszórás GSO műholdas rendszereinek modulációs összeköttetései |                                                                              |                                                                            |
| MŰHOLDAS METEOROLÓGIA (űr–Föld irány) | 5.519         | P | 1             | K             | Műholdas meteorológiai rendszerek                                          |                                                                              |                                                                            |

| 21.4–22 GHz          | 21.4–22 GHz   | 21.4–22 GHz | 21.4–22 GHz                            | 21.4–22 GHz              | 21.4–22 GHz          | 21.4–22 GHz                                               | 21.4–22 GHz                                                        |
| -------------------- | ------------- | ----------- | -------------------------------------- | ------------------------ | -------------------- | --------------------------------------------------------- | ------------------------------------------------------------------ |
| MŰHOLDAS MŰSORSZÓRÁS | 5.208B 5.530A | P           | 1                                      | K                        | Műholdas műsorszórás | ITU-R BO.1776-1, BO.1900-0 MSZ EN 301 360, MSZ EN 301 459 | A sávban kizárólag elektronikus hírközlési szolgáltatás nyújtható. |
|                      |               | PN          |                                        |                          | SRD                  |                                                           | 3. melléklet 9.1. pont                                             |
| 3                    | K             | PN          | TTT alkalmazások a 21,65–22 GHz sávban | 3. melléklet 9.6.1. pont |                      |                                                           |                                                                    |